# Théories scientifiques de Descartes
 (mars 2009).
Si vous disposez d'ouvrages ou d'articles de référence ou si vous connaissez des sites web de qualité traitant du thème abordé ici, merci de compléter l'article en donnant les références utiles à sa vérifiabilité et en les liant à la section « Notes et références ».
René Descartes a élaboré de nombreuses théories scientifiques. Chez lui, la science n'est pas séparable de la philosophie. Science et philosophie agissent constamment l'une sur l'autre dans la pensée cartésienne, puisque sa méthode vise à permettre à l'homme « de bien conduire sa raison et chercher la vérité dans les sciences », à nous rendre « plus sages et plus habiles » et à nous assurer non seulement la connaissance, mais, d'une certaine manière, « la maîtrise et possession de la nature aussi bien que de nous-mêmes ». Telle est la finalité de son système, finalité à laquelle se subordonnent tous les moyens mis en œuvre.
La métaphysique est pour Descartes le fondement de toutes les sciences. Il illustre sa conception du rapport entre les connaissances humaines par cette image :
« Ainsi toute la philosophie est comme un arbre, dont les racines sont la métaphysique, le tronc est la physique et les branches qui sortent de ce tronc sont toutes les autres sciences qui se réduisent à trois principales, à savoir la médecine, la mécanique et la morale, j'entends la plus haute et la plus parfaite morale, qui, présupposant une entière connaissance des autres sciences, est le dernier degré de la sagesse. Or comme ce n'est pas des racines, ni du tronc des arbres, qu'on cueille les fruits, mais seulement des extrémités de leurs branches, ainsi la principale utilité de la philosophie dépend de celles de ses parties qu'on ne peut apprendre que les dernières. »
Les Principes de la philosophie, lettre-préface de l'auteur

## Mathématiques

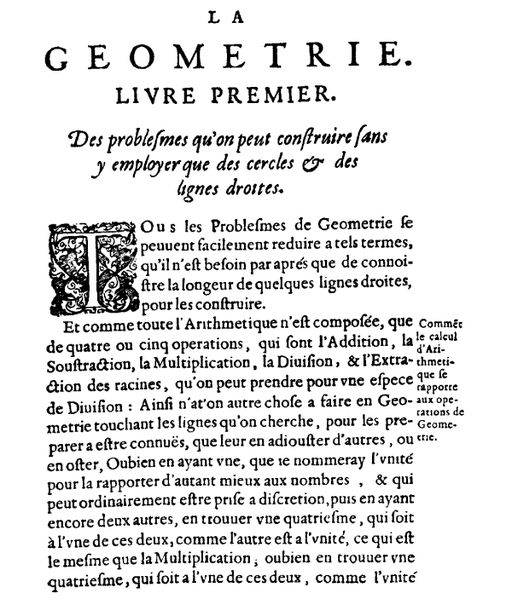
Première page de La Géométrie.

Le principal apport de Descartes en mathématiques est l'application des méthodes de l'algèbre (réformée par Viète au début du siècle) aux problèmes de la géométrie, pratiqués presque sans changement depuis l'antiquité (cf. Archimède par exemple). Mais les mathématiques ne sont pour lui qu'un moyen d'éprouver sa méthode, de s'y exercer, car il n'y a pas de science à laquelle on puisse demander des exemples aussi certains et évidents ; mais il n'en ferait pas grand cas si elle ne servait…
« qu'à résoudre les vains problèmes dont les calculateurs et les géomètres ont coutume d'amuser leurs loisirs ; et je croirais, dans ce cas, n'avoir réussi qu'à m'occuper de bagatelles avec plus de subtilité peut-être que les autres. »

### Algèbre
Pour Descartes, l'algèbre est une méthode de raisonnement sur des quantités inconnues. Il est le premier à utiliser les lettres de la fin de l'alphabet pour les inconnues (x, y, z) et les lettres du début de l'alphabet pour les paramètres connus (a, b, c, d).
Il a systématisé la notation des exposants xn quoiqu'il utilise souvent xx au lieu de x².
En 1637, dans la Géométrie, il utilise plusieurs notations ; par exemple  pour 2x² - 5x = 23 :
2xx - 5x  23
2x² - 5x  23
2Aq - 5A égal à 23
Il note que, si un polynôme s'annule en un nombre c, alors il se factorise par x - c. Il énonce une règle portant sur les signes des coefficients du polynôme et permettant de donner un majorant du nombre de racines positives ou de racines négatives. Descartes appelle fausses solutions les valeurs absolues des racines négatives d'une équation. Il ne conçoit guère les nombres négatifs qu'en changeant les signes des quantités où ils interviennent de façon à se ramener à des nombres positifs. Outre les racines positives (« vraies solutions »),  négatives (« fausses solutions »), il introduit le vocable « imaginaire » pour désigner d'autres racines telles qu'il n'existe « aucune quantité qui corresponde à celle qu'on imagine ». Cependant, Descartes ne saura pas calculer avec ces nombres imaginaires.
Il donne des méthodes pour résoudre des équations du second ou du quatrième degré.

### Géométrie
« Tous les Problèmes de géométrie se peuvent facilement réduire à tels termes, qu'il n'est besoin par après que de connaître la longueur de quelques lignes droites, pour les construire. »
Descartes établit, en même temps que Fermat, la géométrie analytique, comme une application de l'algèbre à la géométrie. Le premier livre de La Géométrie est ainsi consacré à la résolution de problèmes à l'aide de droites et de cercles, auxquels il applique des procédés algébriques.
L'utilisation des coordonnées permet à Descartes d'unifier l'étude des courbes, mettant fin à une distinction remontant à l'Antiquité, où l'on privilégiait droites, cercles et coniques par rapport aux autres courbes. Ainsi, dans la Géométrie, résout-il l'équation générale de l'équation du sixième degré par intersection d'un cercle et d'une cubique.  
Il donne une méthode pour déterminer la normale à certaines courbes. Pour cela, il cherche le centre d'un cercle touchant la courbe selon un point double. Le cercle sera alors tangent à la courbe et son centre placé sur la perpendiculaire à la tangente. Il procède ainsi pour la conchoïde de Nicomède. Les tangentes au folium seront l'occasion d'échanges avec Roberval et Fermat.
Il utilise cette méthode pour ses ovales, en rapport avec la fabrication de lentilles optiques de qualité. Il détermine également quelle est la tangente en un point de la cycloïde.
Le théorème de Descartes, découvert par René Descartes en 1643, établit une relation entre les rayons de quatre cercles tangents entre eux. Il peut être utilisé pour construire un quatrième cercle tangent à trois autres.

## Physique
La physique de Descartes est exposée dans le Monde (1633). Il ne publia pas cet ouvrage à cause de la condamnation de Galilée. Cette partie de sa pensée sera publiée dans les Principes de la philosophie (1644). Il présente ainsi ses intentions au début du Monde :
« Et mon dessein n'est pas d'expliquer […] les choses qui sont en effet dans le vrai monde ; mais seulement d'en feindre un à plaisir, dans lequel il n'y ait rien que les plus grossiers esprits ne soient capables de concevoir, et qui puisse toutefois être créé tout de même que je l'aurai feint. » (Le Monde, AT, XI, 36).
Le Monde se présente donc sur le mode fictif et hypothétique (bien qu'il soit difficile de savoir s'il s'agit d'une conviction de Descartes ou d'un stratagème visant à éviter la condamnation pontificale) :
« [...] bien que le monde n'ait pas été fait au commencement en cette façon, et qu'il ait été immédiatement créé de Dieu, toutes les choses qu'il contient ne laissent pas d'être maintenant de même nature, que si elles avaient été ainsi produites […] »
La physique cartésienne est fondée sur l'identification de la matière avec la quantité géométrique (materia vel quantitas). Il évacue ainsi du monde physique les formes substantielles et les qualités de la scolastique : la pesanteur et le mouvement sont ramenés à une explication mécaniste. La notion de force, a fortiori d'action à distance, n'apparaît pas chez Descartes. Sa description du monde est essentiellement cinématique, le mouvement se transmettant de proche en proche par contact. L'Univers, dans lequel le vide n'existe pas, est donc rempli de substance animée et de tourbillons (voir la section sur le vide). Toute action occulte étant exclue dans ce mouvement, celui-ci doit être conservé dans sa totalité, par le pouvoir conservateur de Dieu. Si un corps perd du mouvement, il le transmet à un autre. En l'absence d'interaction, un corps poursuivra indéfiniment son mouvement. Il s'agit du principe d'inertie, déjà présent chez Galilée, mais clairement affirmé par Descartes. Au sein de ce système, la théorie des chocs joue un rôle particulier. C'est elle qui est en effet susceptible de permettre des calculs prévisionnels de mouvement. Elle se révélera malheureusement fausse, et la physique cartésienne se heurtera violemment à la physique newtonienne dans la deuxième moitié du XVIIe et le début du XVIIIe siècle. Si la première se base sur des principes métaphysiques, mais ne permet pas d'effectuer des calculs prédictifs, la seconde donne un accord remarquable entre calculs et résultats expérimentaux, mais les cartésiens lui reprochent de ne fournir aucune explication sur la nature des forces introduites. Au cours du XVIIIe siècle, les savants continentaux se rallieront à la physique newtonienne. 

### Lois du mouvement
Descartes définit ainsi le mouvement :
« Mais si, au lieu de nous arrêter à ce qui n'a point d'autre fondement que l'usage ordinaire, nous désirons savoir ce que c'est que le mouvement selon la vérité, nous dirons […] qu'il est le transport d'une partie de la matière, ou d'un corps, du voisinage de ceux qui le touchent immédiatement, et que nous considérons comme au repos, dans le voisinage de quelques autres. » (II, parag. 25, AT, IX-2, 76)
Le mouvement a ainsi un caractère relatif, dont on peut affirmer qu'il n'est guère compatible avec le principe d'inertie.
Dans le Monde, Descartes énonce ses lois du mouvement :
- « La première est : que chaque partie de la matière, en particulier, continue toujours d'être en un même état, pendant que la rencontre des autres ne la contraint point de le changer. » (AT, XI, 38)
- « Je suppose pour seconde règle : que, quand un corps en pousse un autre, il ne saurait lui donner aucun mouvement, qu'il n'en perde en même temps autant du sien ; ni lui en ôter, que le sien ne s'augmente d'autant. » (Ibid., 41)
- « J'ajouterai pour la troisième : que, lorsqu'un corps se meut, encore que son mouvement se fasse le plus souvent en ligne courbe, et qu'il ne s'en puisse jamais faire aucun, qui ne soit en quelque façon circulaire, […], toutefois chacune de ses parties en particulier tend toujours à continuer le sien en ligne droite. » (Ibid., 44)

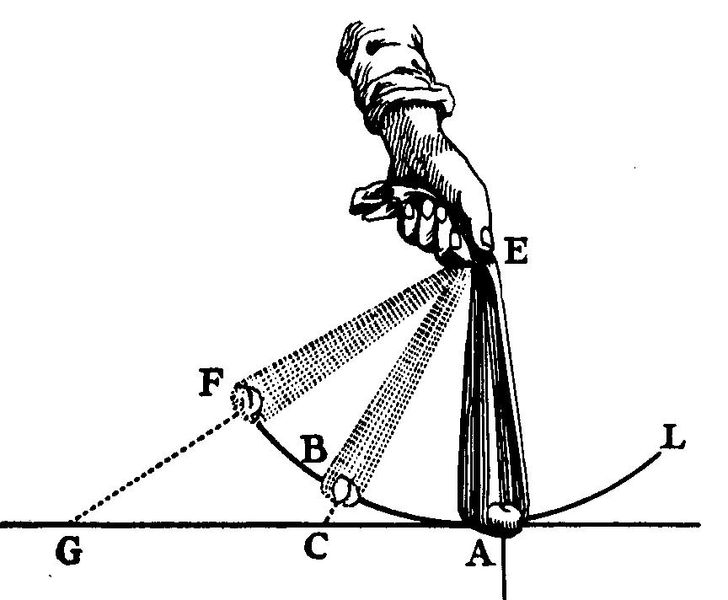
« De tous les mouvements, il n'y a que le droit, qui soit entièrement simple, et dont toute la nature soit comprise en un instant. »

Descartes, outre le principe d'inertie, affirme donc le caractère rectiligne du mouvement, illustré par le mouvement à tout moment possible de la pierre d'une fronde.
« Donc suivant cette règle, il faut dire que Dieu seul est l'auteur de tous les mouvements qui sont au monde, en tant qu'ils sont, et en tant qu'ils sont droits ; mais que ce sont les diverses dispositions de la matière, qui les rendent irréguliers et courbes. Ainsi que les Théologiens nous apprennent, que Dieu est aussi l'auteur de toutes nos actions, en tant qu'elles sont, et en tant qu'elles ont quelques bontés ; mais que ce sont les diverses dispositions de nos volontés, qui peuvent les rendre vicieuses. » (19)

### Lois des chocs
Dans les Principes de philosophie, parus en 1644, Descartes énonce les lois des chocs entre deux corps. La question est de savoir, connaissant la vitesse des corps avant leur rencontre, quelle sera leur vitesse après. Pour cela, Descartes utilise le fait que le mouvement est constant, et plus précisément :
« Lorsqu'une partie de la matière se meut deux fois plus vite qu'une autre, et que cette autre est deux fois plus grande que la première, nous devons penser qu'il y a tout autant de mouvement dans la plus petite que dans la plus grande ; et que toutes fois et quantes que le mouvement d'une partie diminue, celui de quelque autre partie augmente à proportion ». 
Apparaît à cette occasion ce qui deviendra au sens moderne la notion de quantité de mouvement. Malheureusement, sur les sept règles énoncées par Descartes, six sont fausses. Seule est valide la première (principe no 46), qui énonce que, si deux corps identiques se déplacent l'un vers l'autre avec le même degré de vitesse, ils rebondiront en sens inverse sans que leur vitesse ne soit modifiée. Mais si le premier corps se déplace vers la droite avec six degrés de vitesse et le second vers la gauche avec quatre degrés de vitesse, Descartes pense (troisième règle, principe 48) que les deux corps se déplaceront après le choc vers la droite avec cinq degrés de vitesse. Et dans la sixième règle (principe 51), Descartes énonce que, si le premier corps se déplace vers la droite avec quatre degrés de vitesse et le second est au repos, alors le premier rebondira vers la gauche avec trois degrés de vitesse alors que le second sera propulsé vers la droite avec un degré de vitesse, solution manifestement incohérente puisque, selon la troisième règle énoncée précédemment, les deux corps devraient aller vers la droite avec deux degrés de vitesse. L'erreur de Descartes provient du fait qu'il calcule les quantités de mouvement de façon absolue, sans tenir compte du sens de déplacement, alors qu'il faut les calculer algébriquement, par exemple positive si le corps se déplace vers la droite, négative s'il se déplace vers la gauche. 
Descartes est visiblement conscient de l'incompatibilité de sa théorie avec les faits expérimentaux, puisqu'il écrit :
« Les démonstrations de tout ceci sont si évidentes qu'encore que l'expérience nous semblerait faire voir le contraire, nous serions néanmoins obligés d'ajouter plus de foi à notre raison qu'à nos sens ». 
Il cherchera de manière peu convaincante à expliquer cette incompatibilité, par l'existence de l'air qui environne les corps.
Dès 1652, Huygens, pourtant très admiratif de Descartes, se convainc des erreurs de ce dernier. Dans les années qui suivent, il trouve la bonne réponse au moyen de l'utilisation astucieuse du principe de relativité. Dans le cas de deux corps de même masse, quelles que soient leurs vitesses initiales, les deux corps échangent leurs vitesses au cours du choc. Le cas de deux corps de masse différente est plus compliqué, et sera également étudié par la Royal Society, et en particulier John Wallis et Christopher Wren en 1669. C’est également Huygens qui énonce de manière correcte la loi de conservation de la quantité de mouvement, ainsi que celle de l'énergie cinétique dans le cas d'un choc élastique.
La remise en cause du principe de conservation de la quantité de mouvement au sens de Descartes par Huygens et Leibniz conduira à une vive polémique entre ces derniers et les Cartésiens, en 1686.

### Vide
Descartes rejette la théorie du vide, car il n'est pas possible que ce qui n'est rien ait de l'extension. Ainsi, selon Descartes, si un vase est vide d'eau, il est plein d'air, et s'il était vide de toute substance, ses parois se toucheraient. 
Descartes est donc amené à rejeter les théories de Galilée sur la chute des corps dans le vide, et écrit de ce dernier : Tout ce qu'il dit de la vitesse des corps qui descendent dans le vide, etc. est bâti sans fondement; car il aurait dû auparavant déterminer ce que c'est que la pesanteur ; et s'il en savait la vérité, il saurait qu'elle est nulle dans le vide. 
Excluant en effet toute action à distance, Descartes explique la pesanteur par l'action de tourbillons agissant sur les corps pesants.
Six ans avant sa mort, l'expérience sur le vide de Torricelli, en 1644, lance une controverse durable sur cette notion, à laquelle participeront Pascal, Hobbes et Boyle, et au cours de laquelle les cartésiens nieront durablement l'existence du vide .

### Atomes
Pour Descartes, les corps sont infiniment divisibles. Il rejette les théories des atomistes. Selon lui en effet, l'impossibilité de diviser un corps, si petit soit-il, serait contraire à la toute-puissance de Dieu.

### Mécanisme des tourbillons
En ce qui concerne le mouvement des planètes, Descartes exclut une action à distance du Soleil. Si les trois lois de Kepler ont été publiées respectivement en 1609 pour les deux premières et en 1619 pour la troisième, Isaac Newton ne publiera sa théorie étayée par la mesure de la Terre de Jean Picard qu'en 1687. Par ailleurs, comme nous l'avons vu ci-dessus, Descartes s'oppose à l'existence du vide. Il énonce donc que le mouvement des planètes est dû à de grands tourbillons d'éther remplissant l'espace et qui les emportent et les maintiennent sur leurs trajectoires. Cette théorie ne permettait cependant pas de faire des calculs prévisionnels. Elle influença néanmoins les scientifiques français de la fin du XVIIe au début du XVIIIe siècle. Incompatible avec la théorie de la gravitation de Newton qui se développe dans la deuxième moitié du XVIIe siècle, elle contribua à ralentir l'introduction de la mécanique newtonienne en France. Les cartésiens voyaient en effet dans l'attraction universelle de Newton une tentative d'introduction de force occulte dans une science qu'ils voulaient purement mécaniste. Nicolas Saulmon essaie de développer une théorie des tourbillons à partir de 1712 pour expliquer le mouvement des planètes. L'abbé de Molières présente plusieurs mémoires à l'Académie royale des sciences pour défendre les tourbillons cartésiens, entre 1728 et 1731 et s'opposer à Newton.
La publication en 1687 des Philosophiae Naturalis Principia Mathematica de Newton amena certes Huygens, en grande partie cartésien et qui voyait dans les anneaux de Saturne une preuve de l'existence des tourbillons, à changer d'opinion. Il écrivait ainsi en 1690 : Je n'avais point étendu l'action de la pesanteur à des si grandes distances, comme du Soleil aux planètes, ni de la Terre à la Lune, parce que les tourbillons de Monsieur Descartes qui m'avaient autrefois paru fort vraisemblables, et que j'avais encore dans l'esprit, venaient à la traverse. Mais c'est seulement dans les années 1730-1760 que des personnalités comme Maupertuis, Clairaut ou Émilie du Châtelet, contribuèrent à faire définitivement adopter la mécanique newtonienne en France, malgré une ultime tentative de Fontenelle, qui publiait en 1752 une Théorie des tourbillons cartésiens avec des réflexions sur l'attraction.

### Vitesse de la lumière
Contrairement à Galilée, Descartes pensait que la propagation de la lumière était instantanée. La question fut résolue en 1676 par Ole Rømer, qui fut le premier à donner une estimation satisfaisante de la vitesse de la lumière.

### Lois de Descartes en optique
Bien que ces lois aient été découvertes avant lui dans la civilisation arabe, il semble que Descartes les ait redécouvertes seul, à peu près au même moment que Snell, vers 1625. Auparavant, Kepler avait édité en 1604 un ouvrage, Ad Vitellionem paralipomena, dans lequel il exposait les principes géométriques de l'optique. Kepler n'arriva cependant pas à déterminer les lois de la réfraction, observant seulement que, lorsqu'ils sont petits, les angles d'incidence sont proportionnels aux angles de réfraction. 
Les lois de Snell-Descartes stipulent qu'arrivé sur un dioptre, un rayon lumineux, qui se divise en deux (le rayon réfracté et le rayon réfléchi), se comporte de la manière suivante :
- les rayons incidents, réfléchis et réfractés et la normale au dioptre au point d'incidence se trouvent dans un même plan ;
- l'angle entre le rayon incident et la normale est égal à l'angle entre le rayon réfléchi et la normale ;
- si l'on appelle i l'angle orienté entre le rayon incident et la normale, et r l'angle orienté entre le rayon réfracté et la normale, alors le rapport sin(i)/sin(r) est une constante dépendant des deux milieux séparés par le dioptre. En notation moderne, si n1 est l'indice de réfraction du premier milieu (s'il s'agit de l'air : n1 = 1,00 ; de l'eau n = 1,33 ; du verre : n ≈ 1,5 ; etc.) et n2 celui du second milieu, on a : n1*sin(i) = n2*sin(r).

Pour démontrer la loi de la réfraction, Descartes utilise d'abord l'exemple d'une balle qui traverserait une toile ou pénètrerait dans l'eau en perdant de la vitesse. En supposant que la composante de la vitesse parallèle au dioptre est conservée, il montre alors que la balle s'éloigne de la perpendiculaire à la surface traversée selon la loi énoncée précédemment. Il applique ensuite la même loi à la lumière. Outre l'hypothèse hasardeuse portant sur la vitesse, Descartes se heurte alors à deux difficultés. 
La première est que, pour Descartes, la transmission de la lumière est instantanée. Elle ne saurait donc perdre de la vitesse en traversant un milieu. Descartes résout ce problème en substituant à la vitesse de la balle la facilité à pénétrer le milieu. La loi des sinus sera vérifiée selon que la lumière aura plus ou moins de facilité à traverser tel milieu. 
La seconde difficulté est que, contrairement à la balle qui s'éloigne de la perpendiculaire quand elle passe de l'air à l'eau, la lumière s'en rapproche. Descartes est donc amené à conclure que la lumière, contrairement à la balle, pénètre dans l'eau avec plus de facilité que dans l'air. 
Les arguments avancés ne manqueront pas de susciter de vives polémiques, en particulier avec Fermat. Ce dernier conteste le choix de la décomposition de la direction du rayon lumineux, et le fait qu'une seule composante de cette décomposition soit affectée par la traversée du milieu. Il reproche également à Descartes de choisir les hypothèses ad hoc de façon que la loi de réfraction qu'il énonce soit vérifiée. Selon Fermat, cette démarche ne saurait constituer ni une démonstration de cette loi ni un fondement de celle-ci. En 1661, Fermat proposera un autre principe explicatif, débouchant à sa grande surprise sur la même loi de la réfraction. Ce principe sera à son tour contesté par les partisans de Descartes. La divergence majeure entre Descartes et Fermat porte sur la question de savoir si le milieu traversé offre plus de facilité (opinion de Descartes, mais également de Newton et de Maupertuis) ou au contraire plus de résistance à la lumière (opinion de Fermat, Huygens et Grimaldi). Cette question ne sera définitivement tranchée qu'au XIXe siècle, avec les expériences de Foucault et Fizeau, validant le point de vue de Fermat.
Les lois de Snell-Descartes auront des applications considérables au XVIIe siècle dans le développement des lentilles, lunettes, télescopes, microscopes. C'est en cherchant à améliorer la forme des lentilles que Descartes introduira ses ovales.